# Hugo De Waele
Hugo De Waele (14 juni 1954) is een Belgisch politicus actief voor de CD&V. De Waele was burgemeester van Erpe-Mere sinds 2010 maar gaf op 1 januari 2023  de sjerp door aan partijgenoot Tom Van Keymolen. Beroepshalve heeft hij steeds in de bankwereld gewerkt. In 1974 trad hij in dienst bij de ASLK. In 1989 werd hij Algemeen Secretaris CCOD-ASLK.
De Waele werd lid van de CVP in 1976.In 1983 zetelde hij een eerste maal in de gemeenteraad van Erpe-Mere.  De CVP en De Waele voerden toen fors oppositie in de gemeenteraad. Bij de lokale verkiezingen van 1988 kon hij zijn mandaat als gemeenteraadslid behouden. Hij werd tevens lid van het college van burgemeester en schepenen. Vanaf 1989 werd hij schepen van financiën, feestelijkheden en onderwijs. Op 1 februari 2010 werd De Waele de burgemeester van de gemeente, als opvolger van Etienne Lepage.In 2012 scoorde De Waele een absoluut record in Erpe-Mere qua voorkeurstemmen, hij verzamelde toen 3074 bolletjes achter zijn naam.Hij bleef in functie tot einde 2022.